# سیارک ۵۱
سیارک ۵۱ (به انگلیسی: 51 Nemausa) پنجاه و یکمین سیارک کشف شده‌است که در ۲۲ ژانویه ۱۸۵۸ کشف شد.
قدر مطلق سیارک برابر ۷٫۳۵ است.